# Skillington
Skillington – wieś w Anglii, w hrabstwie Lincolnshire. Leży 49 km na południe od Lincoln i 149 km na północ od Londynu.
Miejscowym proboszczem był ks. Charles Hudson, zmarły w 1865 pierwszy zdobywca Matterhornu.